# Тонала (Халиско)
Тонала (на испански: Tonalá) е град в щата Халиско, Мексико. Тонала е с население от 408 759 жители (по данни от 2010 г.) и обща площ от 119,60 км². Тонала е част от по-големия Гуадалахарски метрополен район, който е с население от 4 095 853 жители, втори по население след този на Мексико Сити в Мексико. Заради подходящите глинени почви в града грънчарството е традиционен поминък от векове.